# Kenny Wayne Shepherd
Kenny Wayne Shepherd (Kenny Wayne Brobst; 12 de junio de 1977 en Luisiana, Estados Unidos) es un guitarrista, cantante, y compositor estadounidense. Ha grabado ocho discos de estudio y ganado fama comercial como músico de blues, lo que le ha llevado a compartir escenario con guitarristas como Joe Satriani y Steve Vai y a telonear para bandas como Lynyrd Skynyrd, Van Halen, Eagles y Aerosmith.
El 16 de septiembre de 2006, Shepherd se casó con Hannah Gibson, la hija mayor del actor Mel Gibson.

## Inicios
Shepherd nació en Shreveport (Luisiana) y se graduó en el Caddo Magnet High School de Shreveport. Es "completamente autodidacta",[6] y no lee música. Durante su infancia, el padre de Shepherd (Ken Shepherd) era una personalidad de la radio local y, en ocasiones, promotor de conciertos, y tenía una vasta colección de música. Kenny recibió su primera "guitarra" a la edad de tres o cuatro años, cuando su abuela le compró una serie de varias guitarras de plástico con S&H Green Stamps, que él ha dicho que "devoraba como si fueran caramelos".
Shepherd declaró en una entrevista de 2011 que empezó a tocar la guitarra en serio a los siete años, unos seis meses después de conocer y quedar "bastante hipnotizado" por Stevie Ray Vaughan, el fin de semana del Día del Trabajo de 1984, en uno de los conciertos promovidos por su padre. Su método autodidacta empleaba un proceso de aprendizaje nota a nota, tocando y rebobinando cintas de casete, utilizando "una Yamaha barata wanna-be Stratocaster... hecha de contrachapado, básicamente", y aprendiendo a tocar siguiendo el material de la colección de discos de su padre . 

## Actuaciones en vivo destacadas
- Kenny Wayne Shepherd Band fueron teloneros de Van Halen en el 2015.
- Shepherd y Bryan Lee aparecieron como músicos invitados en The Tonight Show con Jay Leno en el 2007.
- En el 2007, su banda abrió para Lynyrd Skynyrd en Orange County, California.
- Abrió para los Rolling Stones en la gira No Security de 1999.
- También fue telonero de Aerosmith, Bob Dylan y la banda Eagles.

## Discografía
- Ledbetter Heights (1995)
- Trouble Is... (1997)
- Live On (1999)
- The Place You're In (2004)
- 10 Days Out: Blues from the Backroads (2007)
- How I Go (2011)
- Goin' Home (2014)
- Lay It On Down (2017)
- Dirt On My Diamonds, Vol. 1 (2023)
- Young Fashioned Ways (2025) (Con Bobby Rush)